# Теросола (Арецо)
Теросола је насеље у Италији у округу Арецо, региону Тоскана.
Према процени из 2011. у насељу је живело 193 становника. Насеље се налази на надморској висини од 380 м.